# 金蔵寺 (入間市)

## 金蔵寺
正式名称は聖徳山金蔵寺。

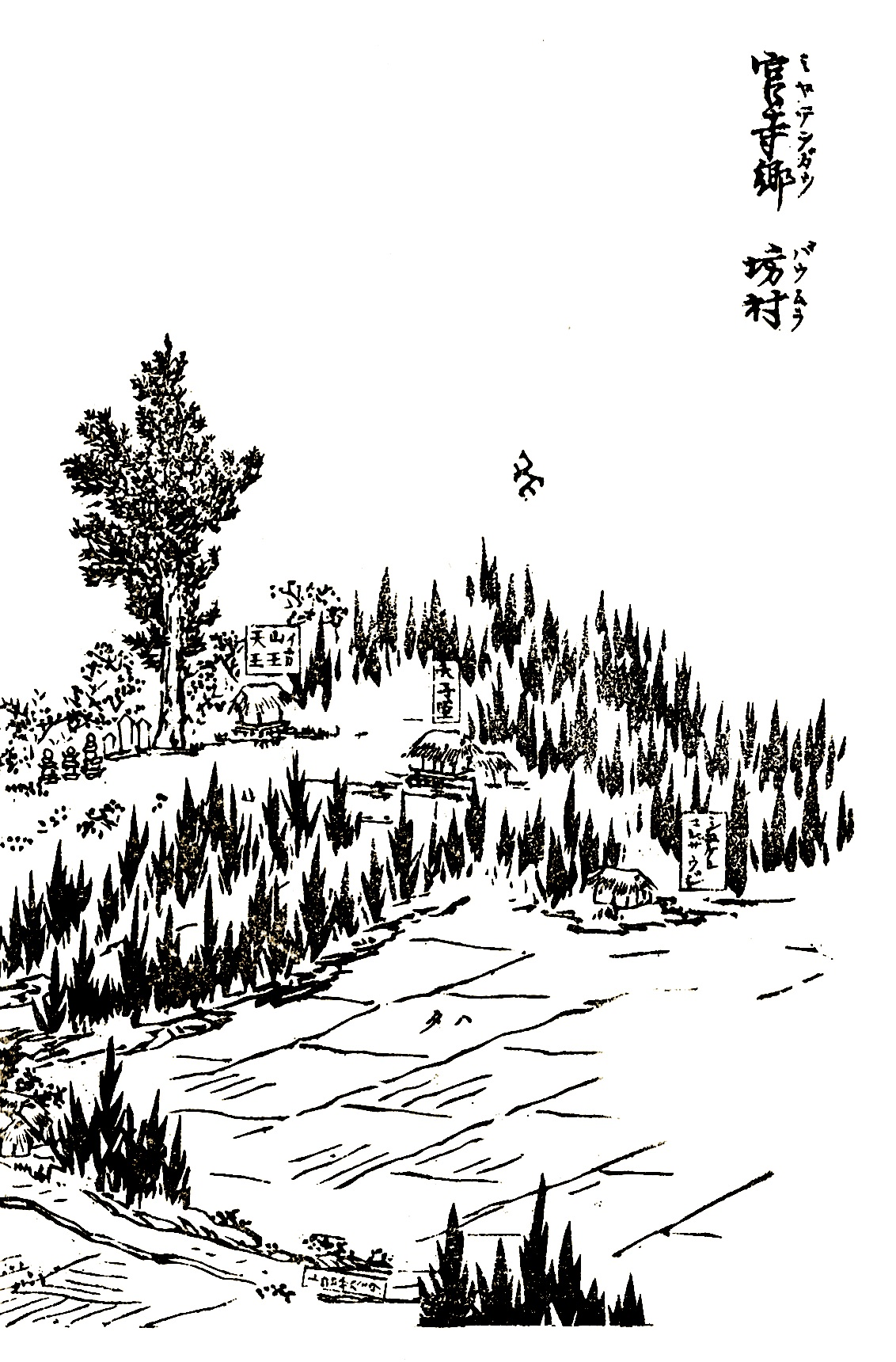
入間郡宮寺郷坊村 金蔵寺

金蔵寺（こんぞうじ）は、入間郡宮寺郷坊村（現・埼玉県入間市宮寺）の太子堂の裏手にあった本山派修験の寺院。本山派笹井観音堂の配下であった。江戸末期の祀職は、大石英範、大石良元で本務のほかに寺子屋の師匠を勤めた。
祀職であった大石家の宮寺太子堂の墓地に「感応坊権大僧都法印浄月・応永二年（1395年）四月二十八日、感応坊権大僧都法印浄真・天文七年（1538年）六月二十日」等の法印銘が残る。

## 周辺の寺社
- 出雲祝神社